# 光進丸
光進丸（こうしんまる）とは、俳優で歌手の加山雄三が事実上のオーナーとして知られていたプレジャーボート。停泊港は静岡県賀茂郡西伊豆町の安良里漁港。
1978年にはこの船をモデルにした、シングル「光進丸」がリリースされた。この曲は、加山雄三が「弾厚作」名義で作曲、松本隆が作詞。同年9月14日放送のTBSテレビ『ザ・ベストテン』の「今週のスポットライト」にて披露され、2008年に番組放送30周年を記念して発売されたコンピレーションCD『ザ・ベストテン』の『スポットライト編2』（GT music）では最初の曲にあたる3曲目に収録されている。
また、2017年には神奈川県の逗子マリーナで光進丸を前にコンサートを行った。

## 仕様
3代目光進丸
船体は加山雄三自ら設計。1982年に早美造船が船本体を建造し、内装は神戸装飾が製作。
| 総トン数 | 104t                   |
| 全長     | 約25.6ｍ               |
| 船幅     | 6.610m                 |
| エンジン | 910馬力×2機搭載        |
| 巡航速度 | 12.5ノット（約23㎞/h） |
| 最高速度 | 14ノット（約26km/h）   |
| 定員     | 18名                   |

## 3代目光進丸の船舶火災
2018年4月1日夜、安良里漁港から20 - 30メートルの沖合で停泊中に出火し、ほぼ全焼。出火当時、光進丸には誰も乗船しておらず、死者、負傷者は出なかった。3日午後3時半ごろ鎮火し、船内に溜まった水の排水作業が行われていたが、4日午前9時40分ごろ係留していた作業船とともに横転し沈没、作業をしていた1人が海に飛び込むも別の作業船に助けられている。火災の際に船体にできた亀裂に海水が入り込み、転覆したとみられている。船体は4月18日に引き上げられ、清水港へ移送された。
同船ではカビを防ぐためにエアコンを常時稼動しており、出火当日に点検が行われ、異常が無いことが確認されていた。警察は電気系統のトラブルが原因とみて調査を進めていたが、事件性はなく出火元の船内の焼損が激しく原因の特定には至らなかった。
加山雄三は、当日、沖縄県でコンサートを行っており、終了後に火災の報告を受けた。管理会社によれば、翌2日に乗船予定だったという。所属事務所は、この火災による本人への精神的な影響を考慮し、4月9日に行う予定であったコンサートの延期を発表した。
火災から2か月後の6月16日、東京国際フォーラムにて開催されたライブ「ゴー!ゴー!若大将FESTIVAL 2018 in TOKYO」の初日公演開始前の囲み取材において、加山は「悲しいことは悲しいですけど、感謝して見送りましたから。役割を果たしてくれたし、身代わりになってくれた」と、光進丸への感謝の思いを語った他、解体時に来たサルベージ船の名前がたまたま「幸神丸（こうしんまる）」というよく似た名前だった事を明かし、3代目光進丸に代わる船を作ることにも意欲を見せた。